# Adriano De Micheli (produttore cinematografico)
Adriano De Micheli (Galatina, 12 maggio 1934) è un produttore cinematografico italiano.

## Biografia
Iniziò la sua carriera cinematografica sul set di Vedo nudo di Dino Risi, come assistente alla produzione.
In seguito produsse Dramma della gelosia (tutti i particolari in cronaca) di Ettore Scola, pellicola che vede come protagonista Monica Vitti; lavora in seguito come assistente alla produzione con Carlo Ponti.
Nel 1969 decide di separarsi e di fondare, insieme a Pio Angeletti, la Dean Film. i due, assieme, saranno fra i più prolifici produttori degli anni settanta e ottanta; collaborarono con loro sceneggiatori, quali Agenore Incrocci e Furio Scarpelli, Bernardino Zapponi, Ruggero Maccari, e registi quali Steno, Franco Giraldi, Dino Risi, Mario Monicelli e Luigi Comencini.
Tra i film più noti prodotti vi sono Dramma della gelosia (tutti i particolari in cronaca), Profumo di donna, da cui sarà tratto il film americano Scent of Woman - Profumo di donna, con Al Pacino, C'eravamo tanto amati e Sapore di mare. 

## Filmografia
- Vedo nudo, regia di Dino Risi (1969)
- Il commissario Pepe, regia di Ettore Scola (1969)
- Il giovane normale, regia di Dino Risi (1969)
- Dramma della gelosia (tutti i particolari in cronaca), regia di Ettore Scola (1970)
- La moglie del prete, regia di Dino Risi (1970)
- La supertestimone, regia di Franco Giraldi (1971)
- Permette? Rocco Papaleo, regia di Ettore Scola (1971)
- Gli ordini sono ordini, regia di Franco Giraldi (1972)
- L'uccello migratore, regia di Steno (1972)
- La rosa rossa, regia di Franco Giraldi (1973)
- Sono stato io, regia di Alberto Lattuada (1973)
- Sessomatto, regia di Dino Risi (1973)
- Mio Dio, come sono caduta in basso!, regia di Luigi Comencini (1974)
- Profumo di donna, regia di Dino Risi (1974)
- C'eravamo tanto amati, regia di Ettore Scola (1974)
- Telefoni bianchi, regia di Dino Risi (1976)
- Doppio delitto, regia di Steno (1977)
- Anima persa, regia di Dino Risi (1977)
- Primo amore, regia di Dino Risi (1978)
- Caro papà, regia di Dino Risi (1979)
- Sono fotogenico, regia di Dino Risi (1980)
- Fantasma d'amore, regia di Dino Risi (1981)
- Habibi, amor mio, regia di Luis Gomez Valdivieso (1981)
- Sballato, gasato, completamente fuso, regia di Steno (1982)
- Sesso e volentieri, regia di Dino Risi (1982)
- Al bar dello sport, regia di Francesco Massaro (1983)
- Sapore di mare 2 - Un anno dopo, regia di Bruno Cortini (1983)
- Giochi d'estate, regia di Bruno Cortini (1984)
- Domani mi sposo, regia di Francesco Massaro (1984)
- Cuori nella tormenta, regia di Enrico Oldoini (1984)
- Scemo di guerra, regia di Dino Risi (1985)
- Il commissario Lo Gatto, regia di Dino Risi (1986)
- Teresa, regia di Dino Risi (1987)
- Bellifreschi, regia di Enrico Oldoini (1987)
- Animali metropolitani, regia di Steno (1987)
- Una botta di vita, regia di Enrico Oldoini (1988)
- Tolgo il disturbo, regia di Dino Risi (1990)
- Il principe del deserto, regia di Duccio Tessari – miniserie TV, 3 episodi (1991)
- Beyond Justice, regia di Duccio Tessari (1991)
- Celluloide, regia di Carlo Lizzani (1996)
- Lovest, regia di Giulio Base (1997)
- La prima volta (di mia figlia), regia di Riccardo Rossi (2015)
- Natale a 5 stelle, regia di Marco Risi (2018)
- Lockdown all'italiana, regia di Enrico Vanzina (2020)
- Tre sorelle, regia di Enrico Vanzina (2022)